# Polarització elèctrica
En l'electromagnetisme clàssic, la polarització elèctrica (també anomenada densitat de polarització o simplement polarització) és el camp vectorial que expressa la densitat dels moments elèctrics dipolars permanents o induïts en un material dielèctric. El vector de polarització P es defineix com el moment dipolar per unitat de volum. La unitat de mesura en el SI és el coulomb per metre quadrat.
La polarització elèctrica és un dels tres camps elèctrics macroscòpics que descriuen el comportament dels materials. Els altres dos són el camp elèctric E i el desplaçament elèctric D.

## Plantejament
En aquestes condicions, les molècules d'aquesta substància estan distribuïdes a l'atzar, com es representa en la figura A. En acostar a aquest dielèctric un cos electritzat (per exemple, amb càrrega positiva), la càrrega d'aquest últim actuarà sobre les molècules de l'aïllant, fent que s'orientin i alineïn en la forma indicada en la figura B. Quan això succeeix, es diu que el dielèctric està polaritzat.
La figura C mostra que l'efecte final d'aquesta polarització consisteix en l'aparició de càrregues negatives i positives distribuïdes tal com es veu en la il·lustració. Cal observar que encara quan la càrrega total del dielèctric és nul·la, la polarització fa que es manifestin càrregues elèctriques de signes oposats de manera similar al que succeeix quan es carrega un conductor per inducció.
Si el dielèctric estigués constituït per molècules apolars, s'observaria el mateix efecte final, ja que amb l'aproximació del cos electritzat, les molècules es tornarien polars i, per tant, s'alinearien com es mostra en la figura B.